# Räucherwerk
Mit Räucherwerk werden Stoffe bezeichnet, die beim Abbrennen (Räuchern) Duft- oder Wirkstoffe freisetzen.
Verwendet werden Materialien, die beim Verglühen sowohl Rauch als auch Duftstoffe (meist in Form von ätherischen Ölen) freisetzen. Das umfasst Stoffgruppen wie Baumharze, Hölzer (Räucherholz) und Kräuter.
Räucherwerk wird in verschiedenen Formen angeboten. Einerseits als reine Stoffe (Harze, Kräuter, Hölzer) und andererseits als Gemische (Weihrauchgemische, Kräutermischungen, etc.). Eine beliebte Variante ist das Räucherstäbchen, bei dem eine aromatische Paste aus verschiedenen Zutaten auf dünne Trägerhölzchen aufgetragen und anschließend getrocknet wird. Aber auch ohne Trägerhölzchen werden die getrockneten Pasten verwendet, dann in Kegelform als Räucherkerzen, als Räucherspirale oder anderen Formen. Räucherschnüre können auch aus in Papier eingewickelten Kräutern hergestellt werden.

## Anwendung
Räucherwerk muss grosser Hitze ausgesetzt werden damit der Rauch entsteht. 
Beim Räucherstäbchen werden die Räucherstoffe mit brennbaren Materialien vermengt damit die Stäbchen nach dem Anzünden weiter glimmen. Dasselbe gilt für die Räucherkegel. Kräuter können in Bündeln gebunden direkt angezündet werden. Harze wie Weihrauch, Gum Copal, oder Gum Damar müssen auf heisse Kohle gelegt werden damit sie Rauch entwickeln.  Kräuter und Splitter von Hölzern können auf sogenannte Stövchen gelegt werden wo sie zwar nicht räuchern sondern eher "dampfen".

## Nutzen
Das Räuchern dient einerseits zum Erzeugen angenehmer Düfte, andererseits aber auch zu naturmedizinischen, rituellen, spirituellen und als Paraphernalien zu magischen Zwecken. So sollen „böse Geister“ durch das Räuchern aus Räumen vertrieben werden.

## Räuchermittel (Auswahl)
- Adlerholz (Oud, Aloeswood, Jinko) Aquilaria agallocha
- Amber oder Falscher Styrax Liquidambar orientalis
- Benzoe Styrax benzoin, Styrax tonkinensis
- Bernstein
- Bisamstrauch, Abelmoschus moschatus, Gattung Bisameibisch
- Breuzinho, Kandea (Kandra) Protium heptaphyllum→ siehe unter Copal
- Copal
- Costuswurzel Sassurea lappa
- Dammar Canarium strotum
- Deodar Cedrus deodara
- Drachenblut Daemonorops draco
- Eichenmoos
- Elemi Canarium luzonicum
- Fichtenharz (Burgunderharz) Picea abies
- Galbanum Ferula galbaniflua
- Guajak-Harz Guaiacum officinale
- Guggul Commiphora mukul
- Indianischer Salbeistrauch Artemisia cana
- Indische Narde (Narde, Spikenarde) Nardostachys Jatamansii
- Indisches Patschuli Pogostemon cablin
- Jalapin Ipomoea purga (Wender.) Hayne
- Kolophonium (Terpentinölfreies Kiefernharz)
- Lärche (Harz) Larix , Larix decidua (Europäische Lärche)
- Labdanum oder Zistrose Cistus ladaniferus
- Mariengras (Süßgras, Sweetgras) Hierochloe odorata
- Mastix Pistacia lentiscus
- Myrrhe Commiphora myrrha, Commiphora molmol
- Ocote Pinus oocarpa
- Opoponax (Harz), gelbliches Harz der „Gummiwurz“ (Commiphora spp., Opopanax chironium Koch, Opopanax persicus, Ferula opoponax)
- Perubalsam Myroxylon balsamum var. pereirae
- Pichi-Pichi (Fabianakraut) Fabiana imbricata 'Violacea'
- Salbei Salvia
  - Dalmatinischer Salbei Salvia Officinalis ssp. major
  - Afrikanischer Räuchersalbei, Salvia repens v. repens
  - Wahrsagesalbei Salvia divinorum
  - Weißer Salbei (indianischer Räuchersalbei, „White Sage“) Salvia apiana
- Sandarak (Marokkanische Tränen) Tetraclinis articulata
- Sandelholz Santalum album
- Santakraut (Yerba Santa) Eriodictyon californicum
- Echter Styrax Styrax officinalis
- Sumpfporstkraut Ledum palustre
- Takamahak
- Tolubalsam Myroxylon balsamum
- Tonkabohne Dypterix odorata
- Traumkraut Calea zacatechichi
- Tulsikraut (indisches Basilikum) Ocimum sanctum
- Vetiverwurzel Vetiveria zizanoides
- Wacholder Juniperus communis, Juniperus polycarpos var. seravschanica (Syn: Juniperus macropoda)
  - Virginischer Wacholder (auch Indianische Zeder, Eastern Red Cedar) Juniperus virginiana o. scopulorum
- Weihrauch Boswellia sacra, Boswellia serrata, als Weihrauchharz Gummi olibanum
- Wüsten-Beifuß (Desert Sage) Artemisia tridentata
- Zedernholz Cedrus atlantica
- Zimt Cinnamomum verum, Cinnamomum cassia, Cinnamomum burmannii, Cinnamomum loureiroi